# Schumacheria alnifolia
Schumacheria alnifolia là một loài thực vật thuộc họ Dilleniaceae. Đây là loài đặc hữu của Sri Lanka.